# Violência urbana

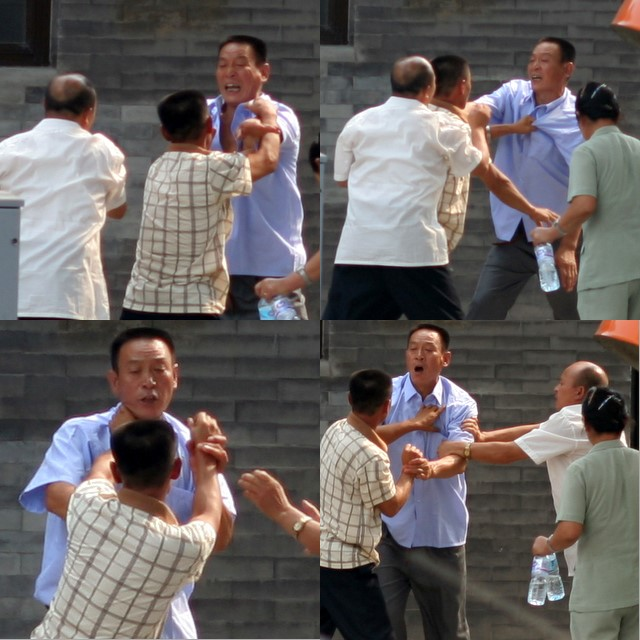
Um exemplo de típico conflito entre cidadãos por motivos triviais, às vezes causando delitos passionais e homicídios culposos

Violência urbana é a expressão usada para designar ataques relativamente sérios à lei e à ordem pública em cidades.

## Definição

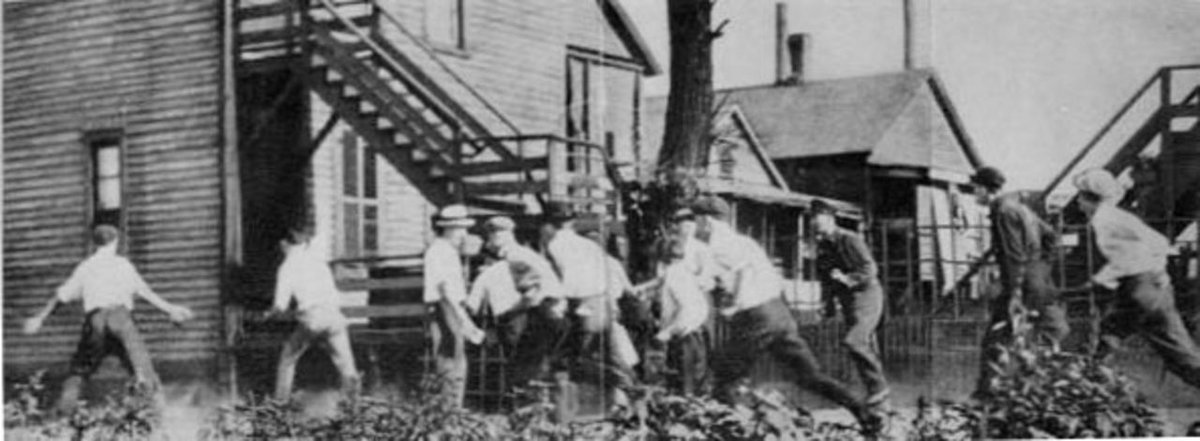
Brancos fazendo a caça aos negros durante as insurreições de Chicago em 1919

Depois que as insurreições raciais agitaram as grandes cidades americanas em 1968, o sociólogo afro-americano Kenneth Clark declarou, à comissão de Kerner reunida a pedido do presidente americano Lyndon Baines Johnson: "Eu leio este relatório de motins em Chicago de 1919 e é como se eu lesse o relatório da Comissão de investigação das desordens no Harlem de 1935, o relatório de investigação daquelas de 1943, o relatório da Comissão McCone sobre os motins em Watts. Eu devo sinceramente lhes dizer, membros da Comissão, que se acreditaria em 'Alice no País das Maravilhas', com o mesmo filme que nos é eternamente passado: mesma análise, mesmas recomendações, mesma inação".
Esta intervenção já datada destaca três grandes características do que se chama "violência urbana":
- Sua antiguidade relativa, como nos Estados Unidos da América.
- Sua irrupção esporádica em períodos e em cidades diferentes.
- A incapacidade aparente das autoridades para compreendê-las e, assim, combatê-las.

Se a primeira característica deve ajudar os historiadores a defini-la, elas parecem imperceptíveis no exame das duas outras, seu caráter eminentemente eruptivo e os supostos erros das autoridades públicas em procurar delimitá-las, circunscrevê-las, impedem finalmente de definir com precisão o problema. Para contornar a dificuldade de delimitação do objeto e evitar o longo prazo de análise, os autores fazem consequentemente recurso a uma definição limitada do fenômeno que corresponde somente à sua forma mais recente, aquela que examina as últimas décadas, menos, os últimos anos. Assim, Sophie Body-Gendrot afirma que a expressão "violência urbana" indica "ações ligeiramente organizadas de jovens que agem coletivamente contra os bens e as pessoas, geralmente ligadas às instituições, em territórios desqualificados ou prejudicados". É a definição que se pode reter sabendo bem que ela é restritiva, e que tende, por exemplo, a naturalizar as pesadas variáveis que pesam nos atores que agem com violência, notadamente a juventude, uma variável que não é que pouco questionada pelos especialistas. É entretanto uma definição eficaz no sentido que não se pode por razões de concisão, ter toda ação violenta perpetrada num quadro urbano ser considerada « uma violência urbana », mesmo se este deslizamento for às vezes necessário.

## A cidade como lugar de interiorização e de repreensão da violência

### A interiorização da violência pela urbanização
A violência em geral cobre uma diversidade de comportamentos ou atos individuais, interpessoais ou mesmo coletivos. De uma época como de uma sociedade à outra, como recordado pelo filósofo Yves Michaud, as formas de violência empregadas e sua intensidade variam muito. Falaríamos hoje por exemplo de uma "violência na estrada" ou de uma "insegurança no trânsito". Mas isso não é tudoː nossa sensibilidade a estas formas de violência mudou. Segundo o autor, as normas aumentaram. Assim, comportamentos violentos passados outrora pelo silêncio como o mau-trato infantil ou as violências conjugais são, hoje, denunciadas: a violência circulando na esfera familiar é, assim, particularmente recente. Tudo isto explica, sempre segundo Yves Michaud, a extensão da incriminação no direito penal. Cada vez mais, o direito penal vê a violência como não sendo necessariamente apenas física.
Para explicar a sensibilização maior quanto à violência, nós podemos recorrer à célebre teoria da "civilização das maneiras" segundo a qual o Ocidente teria conhecido, a partir da Idade Média, um longo processo de polimento das maneiras: os conflitos que antes se exprimiam em afrontamentos sangrantes tenderam de mais em mais a serem interiorizados, por exemplo, via esporte. Segundo Norbert Elias, o promotor da dita teoria, esta evolução não é mais imputável a um simples crescimento do autocontrole, mas à sua generalização a todos os setores da vida pública ou privada sob impulsos de vários fatores tais quais a escolarização, a difusão dos códigos de corte e, enfim, a urbanização. A cidade é, aqui, reputada estar na origem da interiorização da violência pelo homem: a evolução desta interiorização no seio das massas  impôs, a estas, maior controle dos seus atos.

### A repreensão da violência às margens da cidade
Seguindo Nobert Elias, o historiador Jean-Claude Chesnais sublinhou por sua vez o declínio tendencial da violência nas sociedades modernas, estudou entretanto somente a violência própriamente física.. Mas outros historiadores vieram a contradizer esta ideia após a publicação dos trabalhos do historiador americano Tedd Gurr, realizada nos anos 1970-anos 1980, os quais interpretaram a violência em termos de privação: ela se desenvolveria quando a elevação das aspirações dos indivíduos não se acompanhava mais de uma melhora comparável de sua qualidade de vida. É o que teria acontecido com as sociedades ocidentais a partir da década de 1930, na qual Ted Gurr observa uma reversão completa da tendência, isto é, um aumento agora durável da violência, do homicídio, da criminalidade, dos roubos ou da delinquência, seguindo uma curva em J. A tese de Ted Gurr é, às vezes, evocada pelo nome de "teoria da curva em J" por esta razão. Na França, segundo Sebastian Roché, esta escalada continua a se observar a partir da metade dos anos 1950. Ela é independente, segundo ele, do contexto econômico : "A delinquência aumenta particularmente durante os anos de reconstrução e de prosperidade. Depois da metade dos anos 1980, ela tende a se estagnar, e isto apesar do aumento do desemprego de longa duração e dos fenômenos de exclusão". Mesmo se este diagrama é, ele mesmo, controverso, é importante tê-lo na cabeça durante o estudo das violências urbanas propriamente ditas, que apresentam uma evolução diferente.
Anteriormente, devemos nos recordar que um dos princípios da organização da cidade sempre foi pensado como o recuo da violência para fora de seus muros; em oposição à campanha ao redor, uma campanha considerada o lugar de todas as revoltas e pilhagens, uma campanha onde o movimento de pacificação ocorreu tardiamente, o que explica o êxodo rural maciço para "esta tênue luz libertária do anonimato" das cidades, de acordo com a expressão da historiadora Elisabeth Claverie. É necessário ver contudo, que este anonimato é ambivalente porque também é uma condição de existência de todas as espécies de tráfegos quem podem finalmente contribuir para a violência da cidade.
Seja como for, como observa, por exemplo, Michel Foucault em "Vigiar e punir", os grandes complexos industriais europeus foram construídos na orla das cidades para prevenir as revoltas operárias. Do mesmo modo, nos Estados Unidos, os campus foram construídos fora das cidades para afastar a ameaça estudantil. As populações mais depauperadas em busca de trabalho instalaram-se também nos subúrbios. Ora, no inconsciente coletivo, o subúrbio continua, por excelência, o lugar à margem, aquele que acolheria marginais e bárbaros. A partir da Idade Média, o subúrbio é este espaço que se situa a uma milha da cidade e onde cessa o o poder senhoril; este espaço para além do qual não se faz mais parte da Cidade e por conseguinte da civilização. As violências "urbanas" não são, por assim dizer, mais do que violências suburbanas; em todo caso, excluem-se da definição as violências perpetuadas no seio das manifestações que reivindicam quanto a elas logicamente uma maior visibilidade no centro da cidade: a violência se encontra no coração mesmo da cidade por esta última ser o centro do poder político a derrubar. Para o político, que é tentado a pensar a violência como contagiosa, esta aposta na segregação poderia finalmente ser feliz com a separação e classificação dos indivíduos elegendo a forma-prisão como modelo ideal de controle desde os finais do século XVIII, segundo Foucault (o.c.) 

## O recente reaparecimento da violência urbana

### O aparecimento da violência urbana e conexões

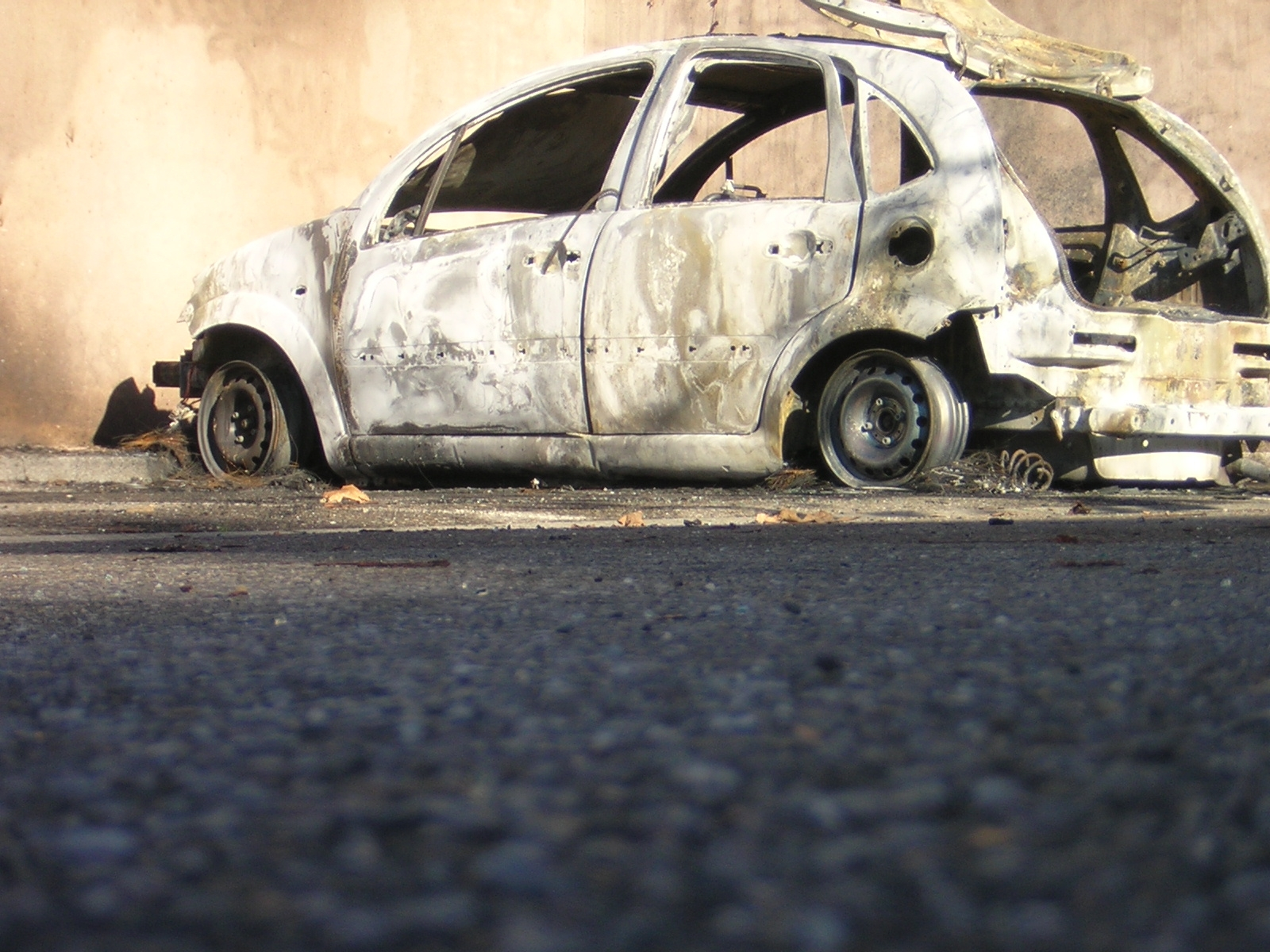
Um automóvel incendiado na França em 2005.

Apesar da repressão de todos os tempos, a cidade tem sido sempre palco de violência. Assim, em uma carta dirigida ao prefeito de Londres 1730, o escritor Daniel Defoe reclamava que "os cidadãos não mais se sentem seguros em suas próprias casas, nem sequer atravessando as ruas". As "violências urbanas" aparecem claramente nos Estados Unidos por volta dos anos 1960 e na França no início dos anos 1980. Na sequência destes incidentes, as violências urbanas serão regularmente perpetradas, mas em escala menor (como o vandalismo e, a partir dos anos 1980, o hooliganismo por exemplo), tornando-se quotidiana e assumindo diferentes formas, tanto contra a propriedade quanto contra as pessoas, e podendo ser físicas ou simbólicas, com erupções ocorrendo ocasionalmente, como em 2005 por toda a França.
A violência urbana ocorre na maioria das sociedades modernas. No entanto, as manifestações como as causas da violência variam entre as sociedades, assim, é errôneo acreditar que a violência urbana que assistimos num determinado lugar seja apenas a transposição de situações de um outro espaço.

### As causas do aparecimento das violências urbanas

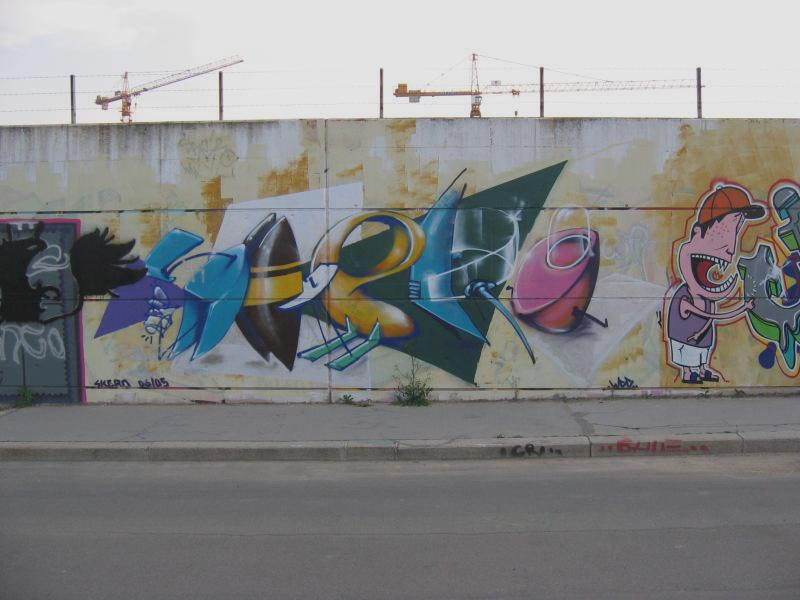
Grafites em Viena, na Áustria.

Se os focos de violência urbana são frequentemente desencadeados por rumores de abuso policial ou algum abuso de autoridade, as degradações e agressões cometidas geralmente por jovens no espaço da cidade apresentam várias causas cruzadas que, muitas vezes, engendram círculos viciosos:
- Uma situação familiar crítica. A liberação do controle parental sobre a juventude implica numa falta de vigilância e punição aos contraventores da ordem e das regras da sociedade; a eficácia da fiscalização pelos vizinhos ou pela comunidade ou mesmo pela sociedade não remedia, ainda que parcialmente, esse problema.
- A reprovação escolar, que pode decorrer de crise familiar. A comunhão dos alunos em deficiência escolar com os demais alunos implica na "contaminação" dessas deficiências e numa redução da qualidade no ensino em geral.

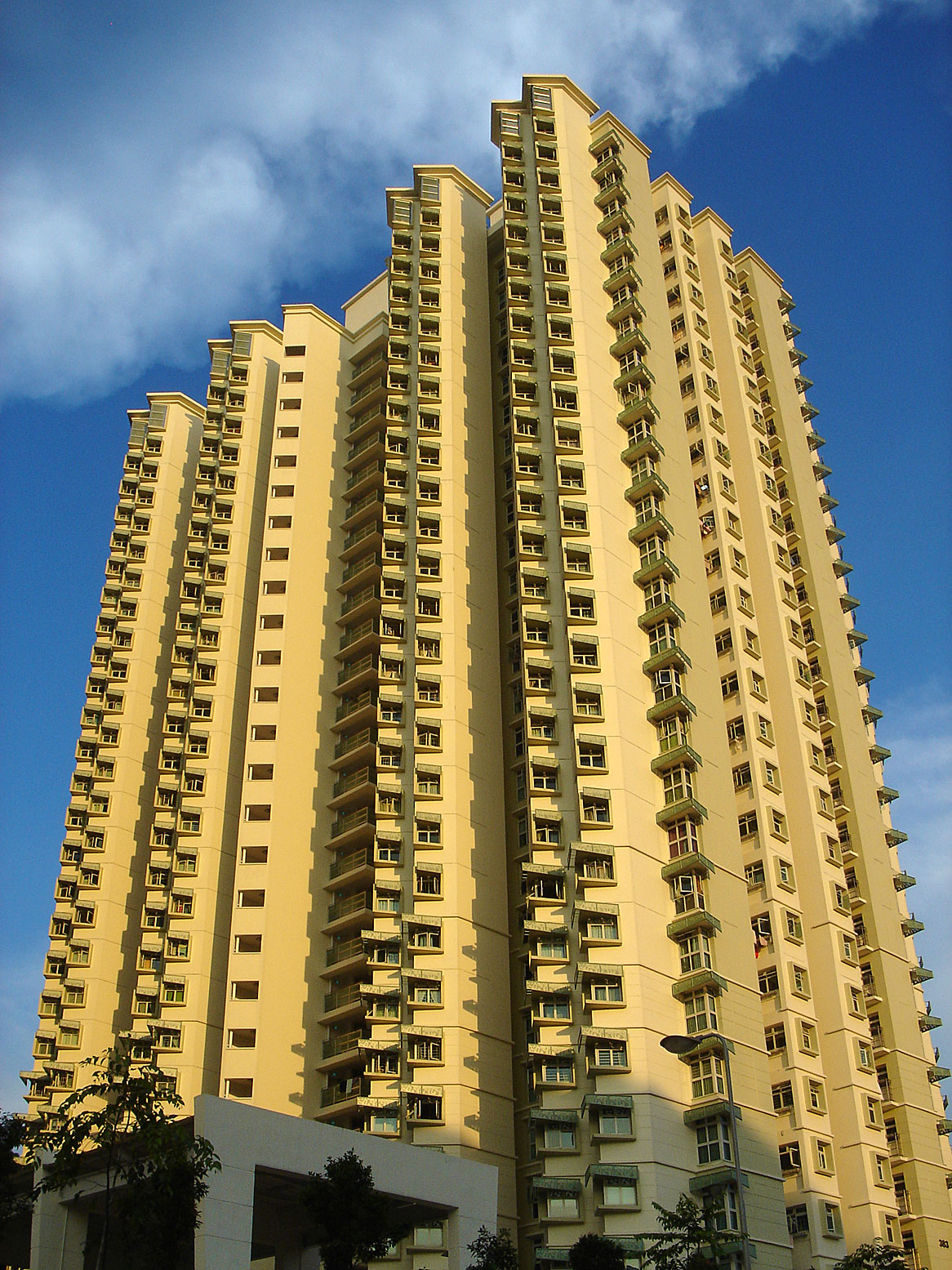
Apartamentos sociais em Singapura.

- O desemprego, que se alimenta da falência da escola. Se ele pode engendrar a violência, esta o favorece em retorno, criando mecanismos de discriminação ao emprego ou, simplesmente, destruindo os bens que servem a criar o valor agregado e, assim, os empregos.
- O desenvolvimento de uma economia paralela, incluindo o tráfico de drogas e o comércio de mercadorias roubadas. A concorrência entre gangues ou organizações criminosas favoreceu a circulação de armas. É o caso, por exemplo, de Medellin, com taxa de 94 homicídios por 100 mil habitantes, a maior do mundo, onde os grupos La Galera, La Torre e 38 são facções inimigas.[14]
- A ausência de mobilidade geográfica dos mais despossuídos. Ela tende a acentuar uma cisão geográfica em relação aos de mais posses, eventualmente reforçada no dia a dia por um fraco serviço de transporte público. A exiguidade das moradias nas quais eles são condenados a viver (às vezes com uma família numerosa) empurram os jovens a tentar se apropriar do espaço público ajacente, como as ruas e os lugares de passagem estratégicos. Uma vez esses territórios conquistados, eles efetuam uma marcação (pichação, por exemplo), mas também um controle mais estrito, pela medida de pagamentos ilícitos de bens públicos ou privados, chamados de "taxas", que é um termo de direito financeiro que faz referência ao monopólio estatal de cobrar impostos.
- As práticas ditas desviantes como a toxicomania,[15] prática que necessita da instalação do tráfico, cuja proteção exige o recurso à violência.
- A falta de influência política,[16] e a sub-mediatização[17] que força o recurso à violência para se fazer entender. A violência e a força não passariam então de um repertório de ações que possuem a vantagem de serem mobilizáveis a todo o momento.
- Os conflitos religiosos, os refúgios comunitários (o antissemitismo no islamismo, por exemplo)
- A discriminação racial e as rivalidades éticas.

A estas explicações clássicas, adicionam-se causas culturais:
- Uma crise da masculinidade, que está ligada à mecanização do trabalho, que desvalorizou a força física. Ela favorece as violências sexuais; violência e virilidade estão, aqui, associadas.
- Nos países de imigração, o rompimento com os laços culturais e uma má integração ocasionada pela busca de reconhecimento e justiça são fatores de estímulo à violência. A desintegração de comunidades pode levar ao rompimento com a sociedade.

## A dificuldade de propor uma resposta pública

### As dificuldades de intervenção frente à violência urbana
Na medida em que o Estado se define no sentido weberiano como uma empresa de monopolização da violência física e legítima, a irrupção das "violências urbanas" é particularmente grave do ponto de vista político: ela põe, em dúvida, a capacidade das instituições estatais de defender seus cidadãos, o que é a base do pacto social, a promessa do Estado. Assim, de acordo com Sebastian Roché, o aumento da violência que se conhece desde o pós-guerra não é imputável a uma categoria específica de indivíduos, mas a uma generalização dos comportamentos agressivos nas diferentes camadas da população. De acordo com ele, observações, por exemplo, revelaram que bons alunos também praticam a extorsão e o roubo fora da escola.
De acordo com o sociólogo, o Estado deveria dar uma resposta nítida ao problema da violência das cidades se quiser continuar a ser credível. A solução oscilaria entre a repressão e a prevenção. Esta segunda necessita em todo caso da intervenção de uma justiça forte. Ora, como observa Yves Michaud, a violência é uma noção muito pouca utilizada pelos juristas porque bastante vaga e mal definida. É preciso entender que a violência não é a única forma de resolver os problemas oriundos deː
.Falta da família;
.Educação;
.diversão;
.Responsabilidade social, por parte dos políticos e por pessoas que já trabalham com crianças, adolescentes, Associações, conselhos tutelares e justiça;
Estes problemas podem ser contornados pela introdução de análises qualitativas das diferentes formas de violência urbana e de sua repreensão, no âmbito de programas específicos. Mas nem todas as violências são quantificáveis. Também, depois de alguns anos, inquéritos de vitimação são realizados para melhor apreender qualitativamente os fenômenos de violência. Consistem em interrogar as pessoas sobre os incidentes dos quais teriam sido vítimas e se elas teriam ou não os declarados à polícia. Estes inquéritos são antigos nos Estados Unidos (International Crime of Victimization Survey).
Em todo caso, vários argumentos opõem-se aqui à ideia de um aumento recente das violências urbanas: a falta de fiabilidade ou mesmo existência de meios estatísticos, o fato de o aumento se dever um melhor recolhimento das queixas pela polícia, ou mesmo a uma maior sensibilidade dos indivíduos à violência, que os inclinaria a delatar mais facilmente crimes. Assinala-se também que os números permanecem médios que podem esconder fortes disparidades geográficas e sociais. De fato, mais que um aumento da violência, é a uma diversificação das vítimas e das instituições visadas que nós assistiríamos.
Em geral, atualmente a luta contra a violência urbana empresta várias formas:
- O reforço da presença policial nas zonas sensíveis pela redistribuição dos efetivos e a redefinição dessas zonas, dois movimentos que podem acentuar involuntariamente a desestruturação dos espaços visados ou o sentimento de desestruturação. Polícias dotadas de melhores equipamentos pessoais podem fazer temer os jovens de um reforço do controle que pesa já sobre eles. Recorda-se a respeito, na sequência de Michel Foucault, que a delinquência é apenas uma evolução nas nossas sociedades que substitui antigas formas de ilegalidades que não podiam, quanto a elas, ser controladas a distância, de longe. Esta evolução opera-se por meio da aplicação de novos meios técnicos e tecnológicos de vigilância. Hoje, a maioria dos agitadores de desordem interpelados podem ser "conhecidos" da polícia pelo recidivismo.

- Tentativas de discriminação positiva em prol de bairros não favorecidos.

- A renovação urbana, mais ou menos importante em função dos países. Nos últimos dez anos, a Alemanha consagrou anualmente 3,5% do seu produto interno bruto à reunificação e à renovação urbana. Já na França, em 2003, esse esforço não representou mais do que 5,7 bilhões, ou seja, 0,36% de seu produto interno bruto.

### A escolha de combater os efeitos da violência, notadamente o sentimento de insegurança
Contrariamente aos outros tipos de violências civis, as "violências urbanas" implicam em consequências para além das suas vítimas diretas. Como menciona Yves Michaud, a nossa relação para com a realidade violenta não passa somente pela experiência direta que temos: passa também pelos testemunhos e as informações que recebemos, notadamente pela mídia e pelas empresas de segurança, que têm grande interesse em acentuar nossa percepção da violência, já que a segurança representa o seu mercado de atuação. Assim, cria-se essa situação paradoxal nas quais somente as poucas pessoas que sofreram violência testemunham a insegurança. É o que se chama "sentimento de insegurança". Para uns, tal sentimento é o produto de fantasmas, em contradição com a baixa tendencial da violência nas sociedades modernas. Para outros, como Sebastian Roché, traduz, ao contrário, um aumento efetivo da delinquência e da criminalidade, bem como de um fenômeno pouco levado em consideração há alguns anos: as incivilidades, cujos estudos não começaram nos Estados Unidos antes dos anos 1970. A dificuldade vem das estatísticas, que ignoram as incivilidades legais, como a falta de civismo etc.: interessam apenas as incivilidades ilícitas.

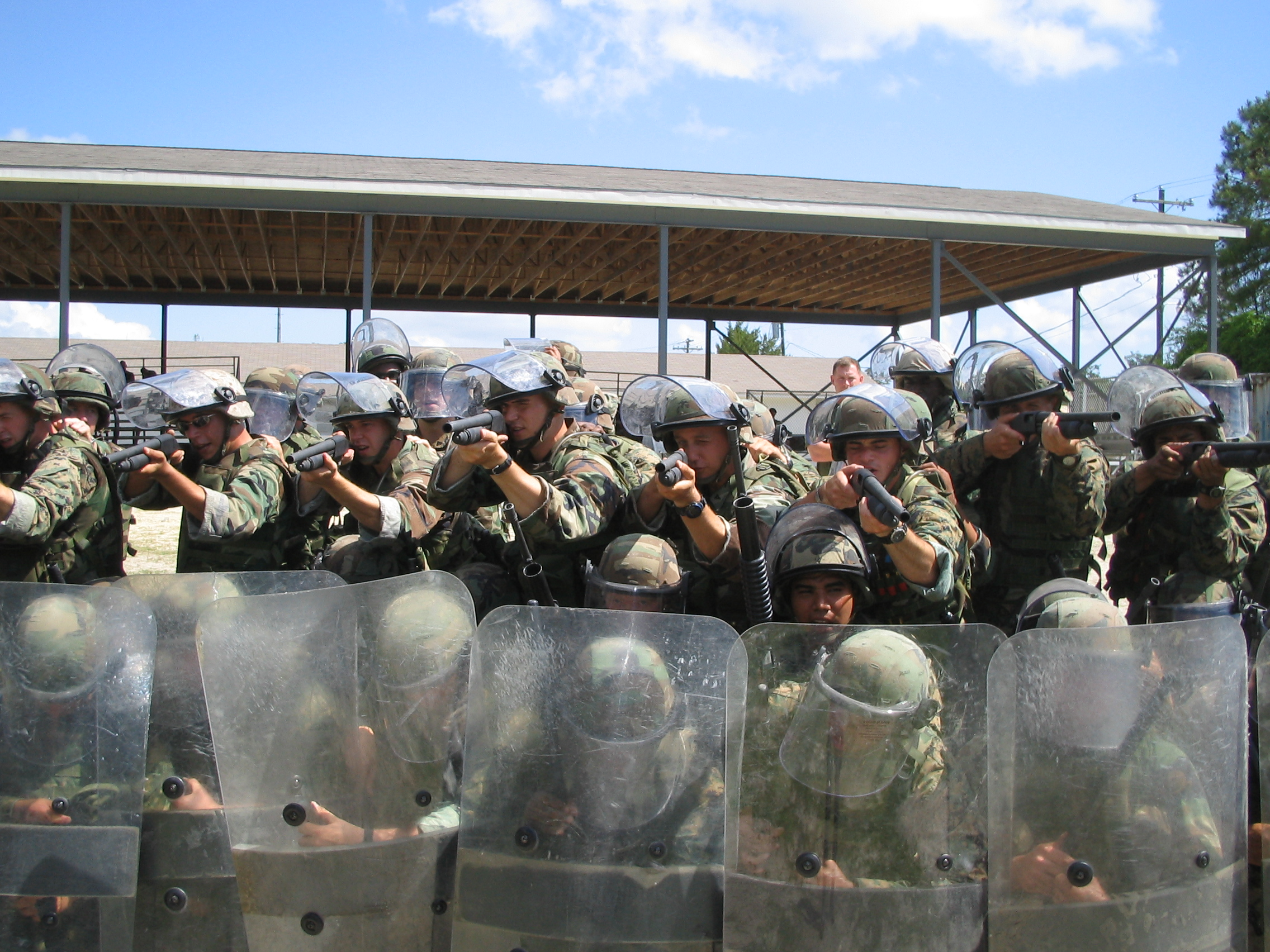
Fuzileiros navais estadunidenses em formação para conter insurrectos, em Ohio.

Do ponto de vista político, na medida onde ele concerne às massas, o sentimento de insegurança ligado às violências urbanas é talvez mais importante que a violência e a degradação elas-mesmas, pois ele é a primeira força que determina o voto securitário, além da violência real. O político procura assim à medi-lo, em seguida à fazê-lo eventualmente recuar, o que pode ocasionar problemas complexos: deve-se colocar as forças de polícia lá onde verdadeiramente ela é necessária ao risco de fazer temer um abandono do resto da população, ou ao contrário, as concentrar lá onde elas não jogam que um papel simbólico ao risco que a situação dos bairros abandonados torne-se incontrolável na sua relativa ausência? Resumidamente, a luta contra as violências urbanas compromete por conseguinte dois cursores cujos movimentos são parcialmente ligados, e apenas parcialmente: o primeiro o da violência real, o segundo da violência sentida. Baseando-se na democracia participativa, por exemplo, a política pública ideal na luta contra as violências urbanas seria uma mistura de ação e de representação que seria condenada à não ter um êxito que parcial.

## Conclusão
Como afirma Yves Michaud, "a maioria das sociedades comporta subgrupos onde o nível de violência é sem paralelo com aquele da sociedade ou, ao menos, com as avaliações comuns que prevalecem lá: tal é o caso dos grupos militares, das gangues de jovens ou das equipes esportivas". Tal é, também, o caso dos jovens que produzem a violência urbana tal como definido acima. Nos grupos que formam esses jovens, a violência mesma seria a norma: ver-se-ia bem, lá, a pessoa ter passado pela prisão. Essa passagem "credibilizaria" o indivíduo e, assim, o livraria de ter de fazer recurso à violência física direta para ser respeitado. Nesses casos de inversão da norma, mesmo as lutas de poder no seio de um mesmo grupo também são lutas violentas, e isso porta enormes consequências no espaço circunvizinho, que é também aquele dos terceiros: na cidade, nos espaços públicos, nos transportes urbanos etc.
As vítimas diretas ou indiretas dessas violências sofrem frequentemente menos com a dor infligida que com a sua incapacidade a reagir de maneira apropriada à violência que é involuntariamente imposta, isto é, geralmente, pela violência. Assim, a maioria dos traumatismos de que sofrem aqueles que após terem sido agredidos de uma maneira ou de outra, releva de fato a sua lealdade extrema no que diz respeito ao estado, o qual vem se juntar a eles a fim de não ceder à violência mesmo quando esta se impõe. Pode-se requerer então das autoridades em retorno àquilo que eles ressentem como um sacrifício, um reconhecimento que os possa instituir como vítimas, vítimas eventuais qualificadas a falar e agir contra a fonte de violência que os alcançou. Seria lá o desafio último que a violência urbana oferece às autoridades públicas. Degradando a qualidade de vida de todos, elas transformariam cada um em produtor de queixas às quais as autoridades terão cedo ou tarde que responder se elas não quiserem perder a confiança de seus cidadãos e suas obediências.